# 邯郸路
邯郸路是中国上海市跨虹口区、杨浦区的一条交通干道，东西走向，西起大柏树立交，东至五角场，西段是杨浦虹口两区的界路。全长2640米，宽34.2米到40米。邯郸路上有中环线高架，在复旦大学前则以地道形式（中环线邯郸路地道）穿过。

## 历史
邯郸路修筑于1922年，因其连接引翔乡和殷行乡，最初名为翔殷路。1929年改名为翔殷西路。侵华日军占领时期将本路改名为明治通，汪精衛政權时期又改为协和路。1947年，国民政府将本路名称改为魏德迈路，以纪念抗日战争时期担任中国战区美军司令的魏德迈上将。1950年被上海市人民政府以河北邯郸改为今名。後來邯郸路的主线成為中环快速路的一部分，剩余地面道路只預留机动车道和人行道，結果給复旦大学骑车出行的學生造成困擾。2021年年底，邯郸路的復旦大學門口附近路段新增非机动车道。

## 机构单位
复旦大学主校区位于邯郸路220号。1922年，复旦公学从徐汇李公祠搬来江湾，一直发展至今。

## 交汇道路

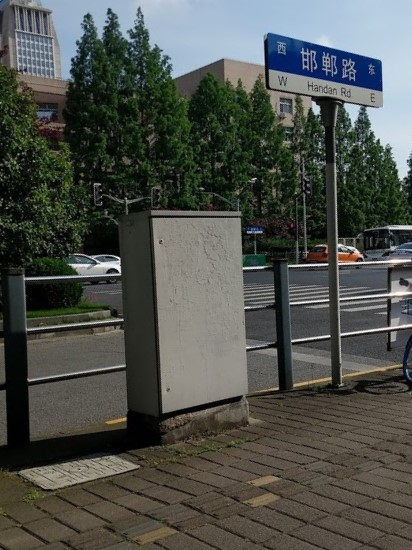
復旦大學附近的邯鄲路

邯郸路西起大柏树，与逸仙路、汶水东路、中山北一路、曲阳路交汇，东达五角场，与四平路、翔殷路、黄兴路、淞沪路交汇。其它与邯郸路相交的道路有：运光路、松花江路、国权路、国年路、国顺路、国达路、国定路、国宾路。

## 轨道交通
- 10号线五角场站位于四平路邯郸路口。
- 18号线复旦大学站位于邯郸路国权路口附近。